# 인민의회 (동독)
인민의회(독일어: Volkskammer)는 독일 민주 공화국 (동독)의 입법부였다. 'Kammer'는 독일어로 '방'을 의미 (영어의 chamber에 해당)한다.

## 개요
독일 민주 공화국 헌법에 따르면 인민의회는 국민에 의해 선출된 최고 국가 권력 기관이며, 헌법 개정 법률의 제정, 국가평의회 · 국무위원회 · 독일 민주 공화국 국방위원회 의장 · 대법원의 소장과 판사 · 검찰 총장의 선출, 경제 계획의 결정 등의 권한을 가진 것으로 알려져 있었다. 또한, 분야별 위원회 제도가 도입되어 있었다.
그러나 실상은 1989년 민주화 이전은 독일 사회주의통일당 (SED)의 중앙위원회 정치국에서 결정한 내용을 추인하는 역할 밖에 가지고 있지 않았다. 국회 본회의가 개최되는 것은 1년에 3-4회 정도이며, 법안과 사람 사안도 거의 만장일치의 찬성으로 승인되었다. 또한, 의원의 선출 방법도 형식적인 것이며, 인민 의회는 '국민이 선출한 대표에 의한 민주 정치'라는 명분을 나타 내기위한 것으로 밖에 없었다.
또한 초기에는 인민의회 외에 각 국가의 대표로 구성된 참의원도 존재했지만, 1952년 이후 중앙 집권 정책에 의해 국가가 14현으로 재편되어 1958년에는 참의원도 폐지되었다.